# Arroyo Piedra Pintada
Der Arroyo Piedra Pintada ist ein Fluss im Norden Uruguays.
Der wenige Kilometer lange Fluss entspringt auf dem Gebiet des Departamento Artigas einige Kilometer südöstlich der Departamento-Hauptstadt Artigas und mehrere Kilometer östlich der Ruta 30. Von dort fließt er in nördlicher Richtung und mündet einige Kilometer südöstlich von Artigas als linksseitiger Nebenfluss in den Río Cuareim.